# Martin Hahn (Nordischer Kombinierer)
Martin Hahn (* 6. Mai 1997) ist ein deutscher Nordischer Kombinierer.

## Werdegang

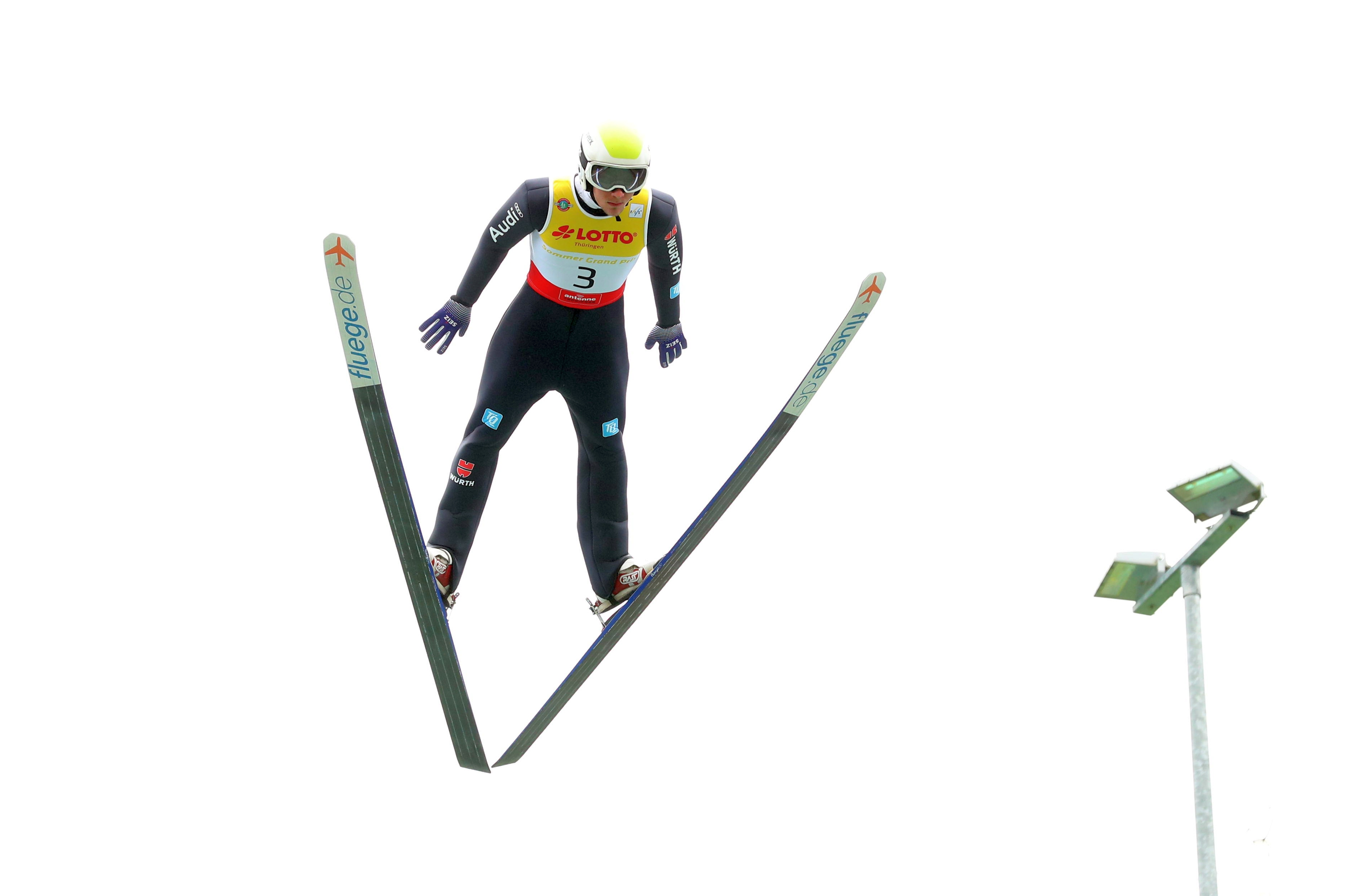
Hahn beim Sommer Grand Prix 2021 in Oberhof und Steinbach-Hallenberg

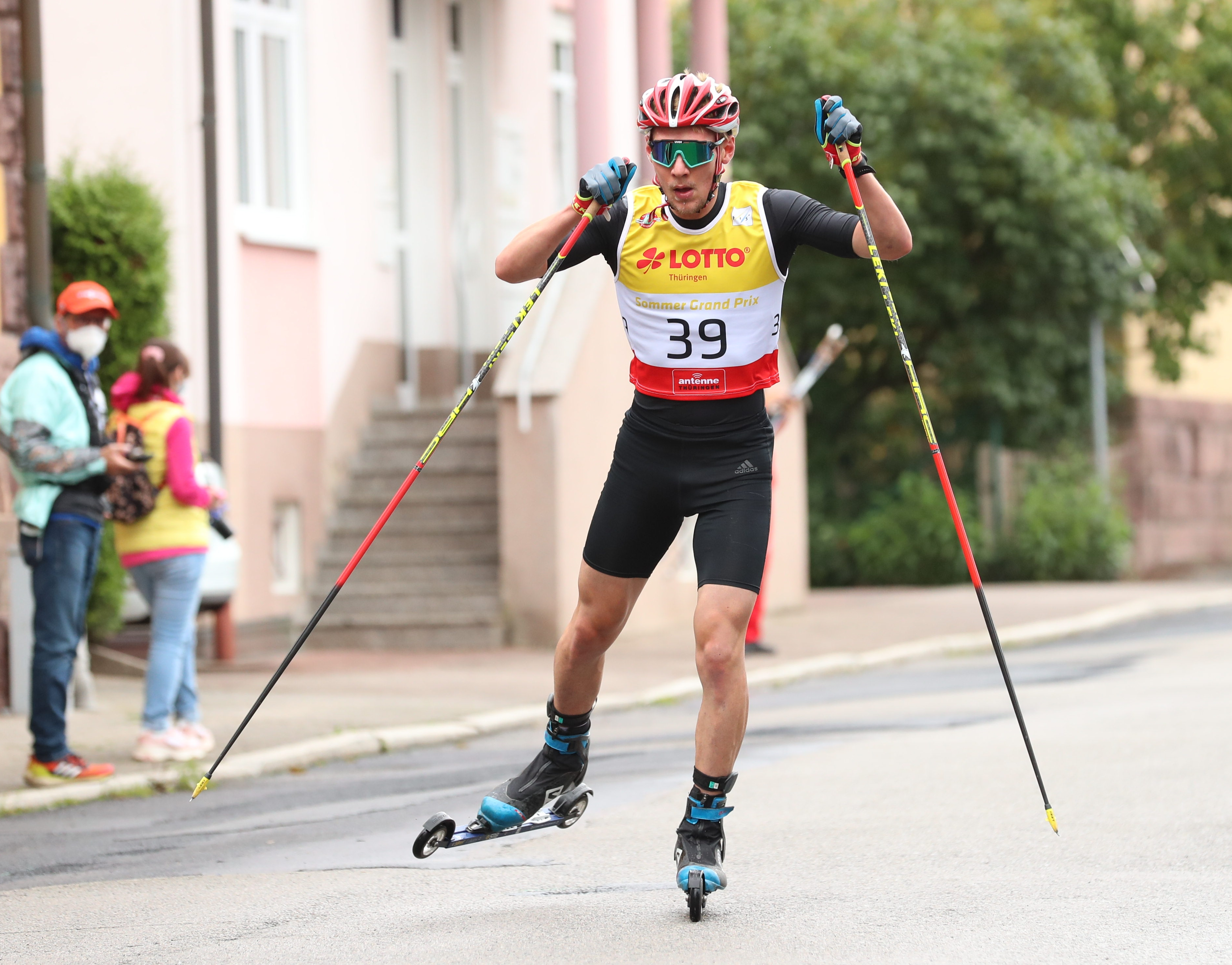
Hahn beim Sommer Grand Prix 2021 in Oberhof und Steinbach-Hallenberg

Hahn, der für den VSC Klingenthal startet, absolvierte im Februar 2012 seine ersten internationalen Wettkämpfe im Rahmen des Alpencups in Winterberg. Nachdem er mehrmals die Punkteränge verpasst hatte, erreichte er im September 2014 in Tschagguns den zwölften Platz. Am 13. Februar 2016 gab Hahn sein Continental-Cup-Debüt in Ramsau, wo er mit einem achtzehnten und einem zwölften Platz direkt seine ersten Continental-Cup-Punkte sammeln konnte. Kurz darauf startete Hahn bei den Juniorenweltmeisterschaften im rumänischen Râșnov. Obwohl er im Gundersen-Wettkampf über 10 km Sechster wurde, wurde er für den Sprint nicht nominiert. Er war allerdings Teil der 4 × 5-km-Staffel, die neben ihm aus Tim Kopp, Terence Weber und Vinzenz Geiger bestand und Silber gewann.
Zu Beginn der Saison 2016/17 ging Hahn erneut im Alpencup an den Start, wo er den Auftaktwettbewerb in Winterberg gewann. Nach weiteren guten Platzierungen belegte Hahn in der Alpencup-Gesamtwertung schließlich den sechsten Platz. Bei den Juniorenweltmeisterschaften 2017 in Park City feierte Hahn seinen größten Erfolg im Juniorenbereich, als er im Einzelwettkampf Bronze gewann. Kurze Zeit später debütierte er im japanischen Sapporo im Weltcup, verpasste allerdings die Punkteränge. Im Sommer 2017 gewann er in Oberwiesenthal mit einem 19. Platz seine ersten Punkte im Grand Prix. Nachdem er in Planica Fünfzehnter wurde, belegte er in der Gesamtwertung des Grand Prix 2017 den 40. Rang. Nachdem er im Winter 2017/18 nahezu ausnahmslos im Continental Cup antrat, konkurrierte er erst wieder im Sommer 2018 beim Grand-Prix-Wettkampf in Oberwiesenthal auf dem höchsten Niveau. Erneut gelang ihm als Zwanzigster der Sprung in die Punkteränge.
In der Continental-Cup-Saison 2018/19 erreichte Hahn regelmäßig die Punkteränge und stand darüber hinaus erstmals auf dem Podest, als er mit dem Team Zweiter in Ruka wurde. Im Februar wurde Hahn von Cheftrainer Hermann Weinbuch für das Weltcup-Wochenende in Lahti nominiert. Gemeinsam mit Wendelin Thannheimer belegte er im Teamsprint den vierzehnten Platz, ehe er einen Tag später beim Gundersen-Wettkampf seinen ersten Weltcup-Punkt gewann. Damit schloss er die Weltcup-Saison als Letzter auf dem 68. Platz in der Gesamtwertung ab. In der folgenden Saison gehörte Hahn regelmäßig zu den besten Zehn im Continental Cup. Im Januar und Februar 2020 war er daher Teil des deutschen Weltcup-Teams, doch gelang es ihm an allen fünf Austragungsorten nicht, in die Punkteränge zu laufen. Bei den deutschen Meisterschaften 2020 in Oberstdorf wurde Hahn Zehnter im Einzel sowie Sechster im Teamsprint. Seine ersten internationalen Wettkämpfe im Winter 2020/21 absolvierte er im Rahmen des Continental Cups in Klingenthal, wo im Vergleich zum Vorjahr keine Leistungssteigerung zu vernehmen war. So belegte Hahn einmal den 16. sowie zweimal den zehnten Rang, womit er jeweils zu den besten fünf deutschen Athleten gehörte. Im restlichen Saisonverlauf erreichte er regelmäßig die Punkteränge, wobei er zweimal disqualifiziert wurde und beim abschließenden Wochenende kurzfristig nicht an den Start gehen konnte. Während Hahn im Sprunglauf meist einige Sekunden verlor, gehörte er im Langlauf zu den besten Athleten im Continental Cup. Ende März war Hahn als Teil der nationalen Gruppe erneut im deutschen Team für das Weltcup-Wochenende in Klingenthal, wo er am ersten Wettkampftag den 32. Platz belegte, ehe er sich für den zweiten Wettbewerb nicht qualifizieren konnte.

## Statistik

### Weltcup-Platzierungen
| Saison  | Platz | Punkte |
| ------- | ----- | ------ |
| 2018/19 | 68.   | 001    |

### Grand-Prix-Platzierungen
| Saison | Platz | Punkte |
| ------ | ----- | ------ |
| 2017   | 40.   | 028    |
| 2018   | 51.   | 011    |
| 2019   | 46.   | 031    |
| 2021   | 45.   | 009    |

### Continental-Cup-Platzierungen
| Saison  | Platz | Punkte |
| ------- | ----- | ------ |
| 2015/16 | 61.   | 046    |
| 2016/17 | 33.   | 097    |
| 2017/18 | 22.   | 199    |
| 2018/19 | 25.   | 161    |
| 2019/20 | 19.   | 203    |
| 2020/21 | 30.   | 117    |

### Platzierungen beideutschen Meisterschaften
| Jahr und Ort            | Wettbewerb | Wettbewerb |
| Jahr und Ort            | Einzel     | Teamsprint |
| ----------------------- | ---------- | ---------- |
| 2014 Hinterzarten       | 23.        | 12.        |
| 2015 Oberstdorf         | DSQ        | 11.        |
| 2016 Oberhof            | 15.        | 10.        |
| 2017 Klingenthal        | 13.        | 05.        |
| 2018 Hinterzarten       | 08.        | 05.        |
| 2019 Johanngeorgenstadt | 09.        | 05.        |
| 2020 Oberstdorf         | 10.        | 06.        |
| 2021 Oberhof            | 10.        | 06.        |
| 2022 Hinterzarten       | 15.        | 07.        |